# Гнатенко Ілля Григорович
Ілля́ Гнате́нко (1859 — ?) — український селянин, політик, член I Державної думи від Подільської губернії.

## Біографія

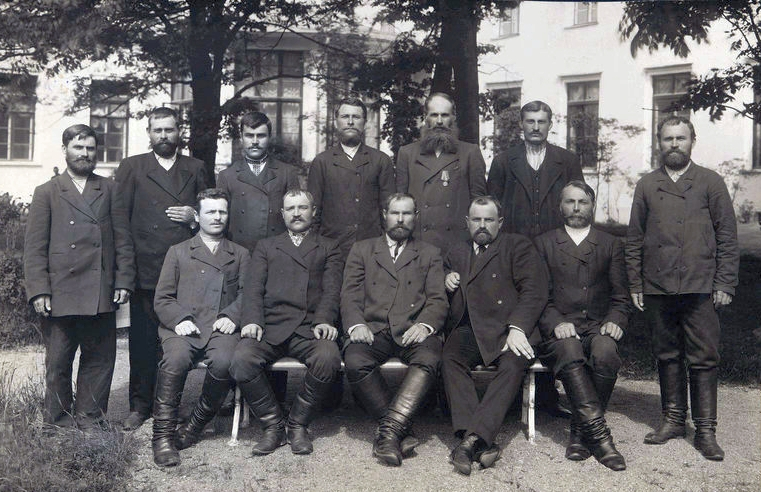
Депутати Державної думи I скликання від Подільської губернії. Стоять: Шепітка Д.І., Кучеренко І.З., Бей В.І., Гнатенко І.Г., Яременко П. Н., Косаренчук І. І., Рибачок О.Ф .; сидять: Романюк А. І., Кучер М.А., Штефанюк Л.Є., Заболотний І.К., Михаленко П.Н.

Українець. Православний, громадянин села Кивачівка Гайсинського повіту — нині Теплицький район Вінницької області.
Закінчив однокласне народне училище. Був на військовій службі. Займався землеробством. Був волосним суддею і збирачем податків.
1906 обраний до I Державної думи Російської імперії від Поділля. Входив до групи безпартійних. У думських комісіях не брав участі.
Подальша доля невідома.